# St. Paul (Trinidad y Tobago)
St. Paul es una parroquia de Trinidad y Tobago.

## Geografía
La parroquia abarca parte de la isla de Tobago y limita al norte con la parroquia de St. John, al sur y este con el océano Atlántico y al oeste con la parroquia de St. Mary.

## Organización territorial
Consta de ocho localidades:
- Argyle-Kendal
- Belle Gardens
- Betsy's Hope
- Delaford
- Delaford-Louis d'Or-Lands Settlement
- King's Bay
- Roxborough
- Zion Hill

## Demografía
Datos demográficos de la parroquia de St. Paul:
| Gráfica de evolución demográfica de St. Paul entre 2000 y 2011 |
|                                                                |